# Râul Osetul
Râul Osetul este un curs de apă, afluent al râului Moașa. 